# همایون حائری خیاوی
همایون حائری خیاوی (زادهٔ ۱۳۳۶ در تبریز)، معروف به همایون حائری، سیاستمدار و مدیر اجرایی ایرانی است، که هم‌اکنون به‌عنوان معاون وزیر نیرو در امور برق و انرژی، همچنین رئیس هیئت مدیره شرکت مدیریت شبکه برق ایران فعالیت می‌کند.
او دانش‌آموختهٔ کارشناسی ارشد مهندسی برق از دانشگاه صنعتی شریف است و فعالیت شغلی خود را از سال ۱۳۶۸ در شرکت برق منطقه‌ای تهران آغاز کرد. حائری تا سال ۱۳۸۹ در مناصبی چون مدیرعاملی و ریاست هیئت مدیرهٔ شرکت برق منطقه‌ایِ آذربایجان، معاونت تولید شرکت توانیر و مدیرعاملیِ شرکت مدیریت شبکه برق ایران فعالیت کرد.
حائری در فاصلهٔ سال‌های ۱۳۸۹ تا ۱۳۹۴ مدیرعاملی شرکت توانیر را بر عهده داشت. او از ۱۳۹۴ تا ۱۳۹۵ رئیس مرکز پشتیبانی صنایع آب، برق و توسعهٔ صادرات و مشاور وزیر نیرو بود و از ۱۳۹۵ تا ۱۳۹۶ نیز برای یک دورهٔ یک‌سالهٔ دیگر مدیرعاملی شرکت مدیریت شبکه برق ایران را بر عهده داشت.